# Kanton Chanac

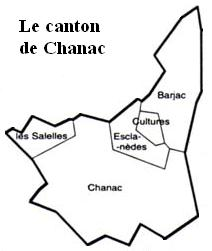
Die Gemeinden im Kanton

Der Kanton Chanac war bis 2015 ein französischer Wahlkreis im Arrondissement Mende, im Département Lozère und in der Region Languedoc-Roussillon; sein Hauptort war Chanac.
Der Kanton Chanac war 128,15 km² groß und hatte 2773 Einwohner (Stand 2012).
Der Kanton umfasste Wahlberechtigte aus folgenden fünf Gemeinden:
| Gemeinde     | Einwohner Jahr | Fläche km² | Bevölkerungsdichte | Code INSEE | Postleitzahl |
| ------------ | -------------- | ---------- | ------------------ | ---------- | ------------ |
| Barjac       | 726 (2013)     | –          | – Einw./km²        | 48018      | 48000        |
| Chanac       | 1462 (2013)    | –          | – Einw./km²        | 48039      | 48230        |
| Cultures     | 146 (2013)     | –          | – Einw./km²        | 48055      | 48230        |
| Esclanèdes   | 356 (2013)     | –          | – Einw./km²        | 48056      | 48230        |
| Les Salelles | 159 (2013)     | –          | – Einw./km²        | 48185      | 45340        |